# Age of Wonders
Age of Wonders es un videojuego de estrategia por turnos ambientado en un mundo fantástico que se parece en muchos aspectos al que se puede encontrar en El Señor de los Anillos. Gráficamente, se parece mucho a Heroes of Might and Magic. Sus conceptos son similares a los del clásico Master of Magic.
Es el primer videojuego producido por Triumph Studios, un desarrollador de videojuegos neerlandés.
Debido a la cantidad de seguidores que hay de este juego, se produjo la secuela Age of Wonders 2: The Wizard's Throne, que no fue traducida.
A Age of Wonders 2 le siguió una secuela llamada Age of Wonders: Shadow Magic, muy similar a su predecesora.

## Traducción al español
La traducción de la primera entrega de este videojuego al español es considerada bastante mala. Por ejemplo, el inglés "3 turns left" ("quedan 3 turnos") pasó a ser "3 gira a la izquierda", en una traducción fuera de contexto. Otro ejemplo es "smashing club" ("maza de aplastamiento"), que se tradujo como "club de aplastamiento". 